# Святослав Ярославич (князь муромский)
Святослав Ярославич (ум. 1145, Муром) — князь рязанский и муромский.
Сын князя муромского и черниговского Ярослава Святославича.
В 1127 году Всеволод Ольгович выгнал Ярослава Святославича, своего дядю, из Чернигова, а дружину его посёк и ограбил. Ярослав запросил помощи у князя киевского Мстислава Владимировича, который, объединившись с братом Ярополком Переяславским, пошёл на Всеволода, требуя, чтобы тот вернул Чернигов Ярославу. Но затем Мстислав помирился со Всеволодом, получив от того Курск, а Ярослава отослал в Муром, так и не вернув ему вотчину, где Ярослав через два года скончался.
После смерти отца в 1129 году, его владения были поделены между сыновьями. Юрий получил Муром, который тогда имел верховенство над Рязанью, а Рязанская земля досталась Святославу вместе с братом Ростиславом в совместное владение. Святослав княжил в Рязани, а Ростислав — в Пронске.
В 1143 году после смерти старшего брата Юрия занял муромский престол, одновременно передав рязанский престол младшему брату Ростиславу, и через 2 года умер в Муроме.

## Семья
Дети:
- Давыд (ум. 1147) — князь пронский (1143—1146) и рязанский (1147).
- Игорь (ум. после 1147) — князь рязанский (1148).
- Владимир (ум. 1161) — князь муромский (1147—1149), Великий князь рязанский (1153—1161).
- Сын